# Beata Kempa
assinatura
Beata Agnieszka Kempa (Syców; 11 de Fevereiro de 1966 — ) é uma política da Polónia. Ela foi eleita para a Sejm em 25 de Setembro de 2005 com 5378 votos em 3 no distrito de Wrocław, candidato pelas listas do partido Prawo i Sprawiedliwość.